# Ян ван Діпенбек
Ян Антоні ван Діпенбек (нід. Jan Antonie van Diepenbeek, 5 серпня 1903, Утрехт — 8 серпня 1981, Ден-Гелдер) — нідерландський футболіст, що грав на позиції захисника за клуб «Аякс», а також національну збірну Нідерландів.
Чотириразовий чемпіон Нідерландів.

## Клубна кар'єра
У футболі дебютував за команду «Вільгельміна».
З 1929 року почав виступати за команду «Аякс», в якій провів дев'ять сезонів.  За цей час чотири рази виборював титул чемпіона Нідерландів.
Згодом повернувся до «Вільгельміни», де і завершив професійну ігрову кар'єру.

## Виступи за збірну
1933 року дебютував в офіційних матчах у складі національної збірної Нідерландів. Протягом кар'єри у національній команді, яка тривала 3 роки, провів у її формі 4 матчі.
Був присутній в заявці збірної на чемпіонаті світу 1934 року в Італії, але на поле не виходив.
Помер 8 серпня 1981 року на 79-му році життя.

## Титули і досягнення
- Чемпіон Нідерландів (4):

«Аякс»: 1930-1931, 1931-1932, 1933-1934, 1936-1937